# Lingue del Pamir
Le lingue del Pamir sono un sottogruppo delle lingue iraniche parlate nell'altopiano del Pamir, soprattutto lungo il corso del fiume Panj, nel sud del Gorno-Badakhshan (Tagikistan), nel Badakhshan (Afghanistan), nello Xinjiang (Cina) e nella provincia della frontiera del nord-ovest (Pakistan). Nel 1990 vi erano circa 100.000 persone che parlavano le lingue del Pamir.
Si tratta di lingue iraniche sud-orientali, che seguono la tipologia linguistica SOV. La maggior parte dei parlanti è bilingue perché utilizza anche il tagico.

## Classificazione
La classificazione delle lingue del Pamir è la seguente:
- lingue shugni-yazgulami:
  - lingua shughni [codice ISO 639-3 sgh] (o shugnan-rushan, xuγ̌nůn ziv) parlata in Tagikistan e Afghanistan da circa 60.000 persone (il 70% del gruppo etnico omonimo); ha anche alcuni dialetti tra cui il rushani, l'oroshani, il bartangi, l'oroshor e il khufi. Di questi, il khufi e il bartangi possono essere considerate due lingue a sé stanti.
  - lingua sarikoli [srh] (sariquli ziv) parlata in Tagikistan e Cina da circa 16.000 persone (l'80% del gruppo etnico omonimo); è affiancato al tagico come lingua parlata nello stato asiatico e la maggior parte parla anche l'uiguro. Possiede anche un dizionario e una grammatica. È la più orientale tra le lingue iraniche.
  - lingua yazgulyam [yah] (yůzdomi zəvəg) parlata in Tagikistan da circa 4.000 persone (il 70% del gruppo etnico omonimo), che parlano anche il tagico.
- lingua munji [mnj] parlata in Afghanistan da circa 4.000 persone, che utilizzano anche il farsi orientale. È molto simile allo yidgha.
- lingua sanglechi-ishkashimi (škošmi zəvůk) parlata in Afghanistan (in diciassette villaggi si parla l'ishkashimi e in due il sanglechi) e Tagikistan da circa 1.500 persone, che la affiancano al tagico e al farsi occidentale.
- lingua wakhi [wbl] (x̌ik zik) parlata persone in Cina, Pakistan, Afghanistan e Tagikistan da circa 32.000 persone dell'etnia guhjali.
- lingua yidgha [ydg] parlata in Pakistan da circa 6.000 persone, molto simile al munji.

Inoltre, due lingue ormai estinte dovrebbero aver fatto parte delle lingue del Pamir:
- Il vanji era parlato in una valle del Gorno-Badakhshan fino al XIX secolo, quando l'annessione forzata all'emirato di Bukhara ne ha cancellato il ricordo.
- Infine, si crede che la lingua proto-bulgara (o bolğar) parlata dagli antenati degli attuali abitanti della Bulgaria fosse una lingua del Pamir, poi sostituita prima dal turco e poi influenzata dalle lingue slave dopo l'emigrazione della popolazione nei Balcani nel VII secolo, fino alla creazione dell'attuale lingua bulgara. Il bolğar si crede che oggi sopravviva anche nel ciuvascio e nel tartaro.[senza fonte]